# Contro l'ordine divino
Contro l'ordine divino (Die göttliche Ordnung) è un film del 2017 diretto da Petra Volpe.
Commedia ambientata durante l'introduzione del suffragio femminile in Svizzera nel 1971, è stata scelta come candidata svizzera per il miglior film in lingua straniera ai premi Oscar 2018, senza arrivare nella cinquina finale.

## Trama
Nel 1970, la giovane casalinga Nora vive con il marito Hans, i loro due figli e l'intrattabile suocero in un tranquillo villaggio dell'Appenzello dove non pare esservi segno degli sconvolgimenti sociali che hanno interessato l'Europa e tutto il mondo dopo il movimento del Sessantotto. L'opinione prevalente è anzi che l'emancipazione femminile sia una maledizione, un peccato contro natura e «contro l'ordine divino».
Nora vorrebbe tornare al lavoro che faceva prima dei bambini, ma Hans le nega il permesso in virtù del codice matrimoniale allora in vigore, che obbligava le donne a prendersi cura della casa. Nora, fino ad allora una moglie docile e pacifica, decide di ribellarsi. Comincia quindi a leggere letteratura femminista come La mistica della femminilità, indossare jeans attillati e, approfittando assieme alle altre donne del villaggio delle due settimane di leva militare dei mariti, partecipa ad una manifestazione femminista a Zurigo, dove scopre di non aver mai avuto un orgasmo. Tra le sue compagne ci sono Vroni, vedova del proprietario della taverna, la sua nuova acquirente, l'italiana Graziella, e la contadina Theresa, cognata di Nora, unitasi alla causa dopo che sua figlia adolescente Hanna,è stata rinchiusa in riformatorio prima, e in prigione poi, perché scappata di casa contravvenendo il volere paterno e inizialmente col sostegno della stessa Theresa.
Tuttavia, al ritorno degli uomini, tutte le donne del villaggio a parte Nora e Vroni non riescono a trovare il coraggio per disubbidire ai loro mariti, facendo fallire il comizio a favore del referendum per introdurre il suffragio femminile in Svizzera. Graziella suggerisce di indire uno sciopero in cui saranno gli uomini a badare alla casa, mentre le donne staranno assieme alla taverna. Hans è infuriato con Nora e minaccia di divorziare, ma comincia comunque ad occuparsi dei figli e del padre. Alla fine, gli uomini del villaggio, esasperati, fanno irruzione nella taverna per riportare a casa le mogli con la forza. Vroni, indignata dallo spettacolo, muore di arresto cardiaco. Dopo di ciò, tutti le donne tornano a capo chino a casa dai mariti, eccetto Theresa, che chiede il divorzio e lascia il villaggio.
Al funerale di Vroni, Nora prende la parola per correggere il prete, che l'aveva descritta come una donna "umile" e "soddisfatta" della propria condizione, rendendole omaggio in quanto donna coraggiosa trattata ingiustamente dagli uomini e scagliandosi contro un «ordine divino» che discrimina in maniera arbitraria metà delle Sue creature. Hans ne resta commosso e si rappacifica con lei. Il 7 febbraio 1971 il suffragio femminile passa anche nel villaggio di Nora, seppur con una risicata maggioranza. Theresa riesce a far rilasciare Hanna, che la perdona, i figli di Nora promettono di diventare più autosufficienti e quest'ultima ha la propria rivoluzione sessuale privata quando Hans prova per la prima volta a soddisfarla in camera da letto.

## Distribuzione
Il film è stato distribuito nelle sale cinematografiche italiane da Merlino Distribuzione a partire dall'8 marzo 2018.

## Accoglienza
Il film ha riscosso un enorme successo di pubblico in patria, totalizzandovi oltre 350 000 spettatori e diventando così il film svizzero di maggior incasso dell'anno, nonché uno dei dieci film svizzeri di maggior incasso di sempre.

## Riconoscimenti
- 2017 – Premio del cinema svizzero[6][7]
  - Miglior attrice a Marie Leuenberger
  - Miglior attrice non protagonista a Rachel Braunschweig
  - Miglior sceneggiatura a Petra Volpe
  - Candidatura per il miglior film
  - Candidatura per il miglior attore Max Simonischek
  - Candidatura per la miglior attrice non protagonista a Therese Affolter
  - Candidatura per la miglior attrice non protagonista a Sibylle Brunner
- 2017 – Giornate di Soletta
  - Prix de Soleur
- 2017 – Tribeca Film Festival[8]
  - Premio del pubblico
  - Premio "Nora Ephron" al miglior contributo femminile
  - Miglior attrice a Marie Leuenberger
- 2018 – Satellite Awards
  - Candidatura per il miglior film in lingua straniera